# Enrico Rossi (beachvolleyballer)
Enrico Rossi (Cesena, 27 juni 1993) is een Italiaans beachvolleybalspeler. Hij nam eenmaal deel aan de Olympische Spelen.

## Carrière
Rossi nam in 2013 met Edoardo Pizzileo deel aan de Europese kampioenschappen onder 22 in Varna. Het jaar daarop debuteerde hij in de FIVB World  Tour waar mij met verschillende partners aan vijf toernooien meedeed. Met Marco Caminati behaalde hij een negende plaats in Mangaung en kwam hij in actie op de wereldkampioenschappen onder 23 in Mysłowice. Rossi en Caminati vormden vervolgens tot en met 2018 een vast team. In 2015 waren ze voornamelijk actief in de continentale competitie. Bij de Europese kampioenschappen in Klagenfurt verloren ze in de tussenronde van de Duitsers Lars Flüggen en Markus Böckermann. Daarnaast nam Rossi dat jaar met Alex Ranghieri deel aan de Europese Spelen in Bakoe. Het daaropvolgende seizoen kwamen Rossi en Caminati bij vijf mondiale toernooien tot een negende plaats in Antalya. Bij de EK in Biel/Bienne strandden ze opnieuw in de tussenronde tegen Flüggen en Böckermann. In 2017 was het duo voornamelijk actief in de Italiaanse en Europese beachvolleybalcircuits.
Het seizoen daarop kwam Rossi bij negen mondiale toernooien tot een overwinning in Aalsmeer en een vijfde plaats in Luzern. Bij de EK in Nederland eindigde het tweetal na een overwinning en twee nederlagen als laatste in de groep. Eind 2018 speelden Rossi en Caminati nog twee toernooien in de World Tour met onder meer een negende plaats in Las Vegas als resultaat. Van 2019 tot en met 2022 vormde Rossi vervolgens een team met Adrian Carambula. Het eerste jaar namen ze deel aan zeven reguliere toernooien in de World Tour met onder meer een tweede plaats in Sydney en een vierde plaats in Xiamen als resultaat. Bij de WK in Hamburg bereikten ze de kwartfinale die verloren werd van de latere wereldkampioenen Oleg Stojanovski en Vjatsjeslav Krasilnikov. Bij de EK in Moskou moesten ze in de achtste finale opgeven vanwege een blessure en bij de seizoensfinale in Rome eindigden ze als negende. Eind 2019 speelden ze nog een toernooi in Chetumal voordat de rest van het seizoen werd gestaakt vanwege de coronapandemie. 
In 2021 speelden Rossi en Carambula in aanloop naar de Spelen vijf internationale wedstrijden waarbij ze tot drie vierde plaatsen kwamen (tweemaal Cancun en Sotsji) en een keer als vijfde eindigden (Cancun). Bij de Olympische Spelen in Tokio strandde het duo na drie nederlagen in de groepsfase. Ze sloten het seizoen af met een zevende plaats bij de Finals in Cagliari. Het jaar daarop waren ze actief op negen toernooien in de Beach Pro Tour – de opvolger van de World Tour. Ze behaalden daarbij een vierde plaats in Kuşadası en eindigden vier keer als vijfde (Rosarito, Espinho, Agadir en Dubai). Bij de WK in eigen land gingen ze als groepswinnaar door naar de zestiende finale waar ze werden uitgeschakeld door de Chileense neven Esteban en Marco Grimalt. Bij de EK in München verloren ze in de achtste finale van Pablo Herrera en Adrián Gavira uit Spanje. Eind 2022 partnerde Rossi met Daniele Lupo en het duo behaalde in Torquay een eerste en vijfde plaats.

## Palmares
Kampioenschappen
- 2019: 5e WK

FIVB World Tour
- 2017:  1* Aalsmeer
- 2019:  3* Sydney

Beach Pro Tour
- 2022:  Torquay Challenge